# Avenue mégalithique de Hartashen
L'avenue mégalithique de Hartashen est un site mégalithique situé en Arménie. Aucun travail archéologique n'ayant été entrepris sur le site, son attribution au Néolithique est approximative.

## Description
Le site se compose de deux alignements mégalithiques, comprenant 760 pierres dressées, et d'un complexe funéraire situé entre les deux alignements. Les deux alignements sont convergents et dessinent une forme en « V » : le premier alignement est globalement orienté nord-nord-ouest/sud-sud-est et le second nord-nord-est/sud-sud-ouest. Dans les deux cas, l'orientation des alignements est complètement dépendante du relief. Le premier alignement a été partiellement endommagé tandis que le second est bien conservé. Le premier alignement est constitué de trois files de pierres parallèles dont la hauteur ne dépassent pas 1,50 m hors-sol. Les files s'étirent depuis un affleurement rocheux sur plus de 500 m de longueur à flanc de colline et traversent un ruisseau. Le second alignement semble suivre la courbe de niveau. Il comprend également trois files et mesure environ 500 m de longueur mais la hauteur des pierres n'y dépasse pas 1 m hors-sol. 
Les blocs de pierre sont en basalte.
Aucun travail archéologique n'ayant été entrepris sur le site, la datation du site, attribuée au Néolithique par des universitaires arméniens, est approximative. 